# Johann Dirichlet
Johann Peter Gustav Lejeune Dirichlet (Düren, 13 februari 1805 - Göttingen, 5 mei 1859) was een Duitse wiskundige. Hij werkte in Göttingen en Berlijn op het gebied van de analyse en de getaltheorie. Dirichlet wordt gezien als degene die de moderne, formele definitie van het wiskundige begrip functie heeft opgesteld.
Opmerking: Vaak wordt de voornaam 'Johann' in biografieën weggelaten.

## Leven

### Jeugdjaren
Dirichlets grootvader stamde uit Verviers (heden ten dage in Wallonië in België, toen in het Prinsbisdom Luik), en verhuisde naar Düren, een kilometer of vijftig naar het oosten, waar hij rond 1750 een meisje uit deze stad huwde. De vader van deze grootvader droeg als eerste de naam Lejeune Dirichlet („Dirichlet junior“), dit om hem van zijn vader te onderscheiden. De naam Dirichlet ontstond uit de Richelette („van Richelette“) naar het Belgische Richelette, een klein dorp vijf kilometer ten noordoosten van Luik.
Dirichlet werd in Düren geboren, waar zijn vader postmeester was. Hij was het zevende en laatste kind van Johann Arnold Lejeune Dirichlet (1762-1837) en diens vrouw Anna Elisabeth Lindner (1768-1868?).
Vanaf zijn twaalfde bezocht Dirichlet het gymnasium, eerst het Beethovengymnasium in Bonn, later vanaf zijn veertiende tot zijn zestiende het Jezuïetengymnasium in Keulen. In Bonn stond hij, nog te jong om zelfstandig te wonen, onder toezicht van Peter Joseph Elvenich, een bijna tien jaar oudere theologie- en filosofiestudent, die toen in Bonn studeerde, en een bekende van de familie Dirichlet uit Embken, een dorp dat niet ver van Düren ligt. In Keulen kreeg hij les in wiskunde van de beroemde natuurkundige Georg Ohm, de latere ontdekker van de wet van Ohm. Dirichlet maakte het gymnasium in Keulen niet af. Zijn gebrek aan vaardigheden in het Latijn was een probleem.

### Studententijd
In mei 1822 begon hij zijn wiskundestudie in Parijs, waar hij in contact kwam met de grote wiskundigen uit die tijd zoals Jean Baptiste Biot, Joseph Fourier, Jean Hachette, Pierre-Simon Laplace, Sylvestre Lacroix, Adrien-Marie Legendre en Siméon Poisson.
Zijn eerste publicatie in 1825 ging over de laatste stelling van Fermat die zegt dat voor {\displaystyle n>2} de vergelijking {\displaystyle x^{n}+y^{n}=z^{n}} geen geheeltallige oplossingen heeft (afgezien van de triviale gevallen waarbij {\displaystyle x,y} of {\displaystyle z} gelijk is aan nul). In deze publicatie gaf hij een gedeeltelijk bewijs voor het speciale geval {\displaystyle n=5}. Vrijwel gelijk met Legendre breidde hij dit resultaat uit tot een volledig bewijs voor {\displaystyle n=5}. Later leverde hij ook een bewijs voor het speciale geval {\displaystyle n=14}.
In 1827 promoveerde Dirichlet met lof aan de universiteit van Bonn. Datzelfde jaar werd hij, met een aanbeveling van Alexander von Humboldt, aangesteld als privaatdocent aan de universiteit van Breslau. In 1828 ging hij naar Berlijn, waar hij opklom tot hoogleraar.

### Jaren in Berlijn
Dirichlet trouwde in 1831 met Rebecka Mendelssohn, de kleindochter van de filosoof Moses Mendelssohn en de jongste zus van de componisten Felix Mendelssohn Bartholdy en Fanny Hensel.
Bekend geworden studenten van Dirichlet zijn onder andere Ferdinand Eisenstein, Leopold Kronecker en Rudolf Lipschitz.
Een andere vriend en collega was Carl Jacobi, die hoogleraar was in Königsberg.

### Laatste jaren in Göttingen (1855-59)
Ondanks zijn grote deskundigheid en de onderscheidingen die hij ontving, en hoewel hij in 1851 eindelijk aan alle formele vereisten voldeed om hoogleraar te worden, bleef de kwestie om zijn salaris aan de universiteit van Berlijn te verhogen maar voortslepen. Hij was financieel dan ook niet in staat om zijn werk aan de Militaire Academie op te geven. Na de dood van Gauss in 1855 benaderde de Universiteit van Göttingen Dirichlet om de gestorven Gauss op te volgen. Gezien de problemen waar hij in Berlijn voor stond, besloot hij dit aanbod te aanvaarden. Hij vertrok met zijn familie onmiddellijk naar Göttingen. In Berlijn werd hij opgevolgd door Kummer. Eveneens in 1855 had Dirichlet de eer tot Fellow of the Royal Society of London te worden gekozen.
Dirichlet genoot van zijn tijd in Göttingen. Zijn lichtere onderwijstaken boden hem meer tijd voor onderzoek. Hij kwam ook in nauw contact met de nieuwe generatie onderzoekers, vooral Richard Dedekind en Bernhard Riemann. In het bijzonder met Dedekind raakte hij goed bevriend. Na zijn verhuizing naar Göttingen was Dirichlet in staat een kleine jaarlijkse vergoeding voor Riemann los te krijgen. Hij slaagde er zo in Riemann voor de wetenschap te behouden. Hoewel Dedekind, Riemann, Moritz Cantor en Alfred Enneper alle vier al hun doctoraat hadden behaald, volgden zij toch colleges bij Dirichlet. Dedekind was van mening dat er belangrijke lacunes in het toenmalige wiskundeonderwijs zaten. Hij sprak de mening uit dat de gelegenheid om bij Dirichlet te kunnen studeren van hem "een nieuw mens" had gemaakt. Na Dirichlets dood bewerkte en publiceerde hij diens colleges en andere resultaten in de getaltheorie onder de titel Vorlesungen über Zahlentheorie.
In de zomer van 1858 kreeg Dirichlet op vakantie in Montreux een hartaanval. Nog geen jaar later, op 5 mei 1859, stierf hij in Göttingen. Enkele maanden eerder was ook zijn vrouw Rebecka overleden. Dirichlets hersens worden samen met die van Gauss bewaard in de faculteit Fysiologie van de universiteit van Göttingen. De Academie in Berlijn eerde hem in 1860 met een formele herdenkingstoespraak, die werd uitgesproken door zijn opvolger Kummer. Later gaf de academie ook de opdracht een uitgave van zijn verzamelde werken te verzorgen. De redactie van de twee delen werd verzorgd door Kronecker en Lazarus Fuchs (alleen het tweede deel).

## Werk

### Getaltheorie
Dirichlets belangrijkste onderzoeksinteresse was de getaltheorie, een gebied waarin hij een paar keer diepe resultaten vond en bewees. Bij deze bewijzen  introduceerde hij een aantal fundamentele instrumenten, waarvan een groot aantal later naar hem zijn vernoemd. In 1837 publiceerde hij zijn stelling over rekenkundige rijen. Hierbij maakte hij gebruik van analytische concepten om algebraïsche problemen aan te pakken. Hij stond daarmee aan de basis van de analytische getaltheorie. In het bewijs van deze stelling introduceerde hij de Dirichlet-karakters en Dirichlet L-functies. In dit artikel merkte hij ook het verschil op tussen absolute en conditionele convergentie van reeksen en de impact ervan op wat later de Riemann-reeksstelling werd genoemd. In 1841 veralgemeende hij zijn rekenkundige rijenstelling van gehele getallen naar de ring van Gaussiaanse gehele getallen {\displaystyle \mathbb {Z} [i]}.
In een tweetal artikelen in 1838 en 1839 bewees hij de eerste klassegetalformule voor kwadratische vormen. Dit bewijs werd later door zijn leerling Kronecker verfijnd. Deze formule, dat Jacobi beschreef als "rakend aan het uiterste van menselijke inzicht", baande een weg voor soortgelijke resultaten met betrekking tot algemenere getallenlichamen. Zich baserende op zijn onderzoek naar de structuur van de eenheidsgroep van kwadratische velden, bewees hij de eenheidsstelling van Dirichlet, een fundamenteel resultaat in algebraïsche getaltheorie.
In het bewijs van een stelling in de diofantische benadering, later naar hem de benaderingsstelling van Dirichlet genoemd, maakte Dirichlet als eerste gebruikt van het duiventilprincipe, een basisargument in het leer van het tellen. Ook leverde hij belangrijke bijdragen aan het bewijs van de laatste stelling van Fermat, waarvoor hij de gevallen n = 5 en n = 14 bewees, en aan de bikwadratische reciprociteitswet. Het delerprobleem van Dirichlet, waarvoor hij de eerste resultaten vond, is een nog steeds onopgelost probleem in de getaltheorie, ondanks latere bijdragen van andere onderzoekers.

### Analyse
Geïnspireerd door het werk van zijn mentor in Parijs publiceerde Dirichlet in 1829 een beroemde verhandeling, waarin hij de Dirichlet-voorwaarden gaf, die lieten zien voor welke functies de convergentie van de Fourier-reeksen opgaat. Voor Dirichlets oplossing, hadden niet alleen Fourier, maar ook Poisson en Cauchy tevergeefs geprobeerd om een strikt convergentiebewijs te vinden. In zijn verhandeling wees hij aan waar Cauchy de fout was ingegaan en introduceerde hij de test van Dirichlet voor de convergentie van reeksen. Hij introduceerde er ook de Dirichlet-functie als een voorbeeld dat niet elke functie integreerbaar is (de bepaalde integraal was toen nog een onderwerp in ontwikkeling) en, in zijn bewijs van de stelling over de Fourier-reeksen, de Dirichlet-kern en de Dirichlet-integraal.
Dirichlet bestudeerde ook het eerste randwaardeprobleem voor de Laplacevergelijking. Hij bewees de uniciteit van de oplossing; dit soort problemen in de theorie van de partiële differentiaalvergelijkingen werd later naar hem Dirichlet-problemen genoemd. In het bewijs maakte hij met name gebruik van het principe dat de oplossing de functie is die de zogenaamde Dirichlet-energie minimaliseert. Riemann noemde deze aanpak later het Dirichlet-principe, hoewel hij wist dat deze ook door Gauss en door van William Thomson, (de latere Lord Kelvin) was gebruikt.

### Definitie van een functie
Terwijl hij probeerde om het bereik van functies te vatten, waarvoor de convergentie van Fourier-reeksen kan worden aangetoond, definieerde Dirichlet een functie door de eigenschap dat er "met elke x een enkele y correspondeert", maar hij beperkt dan zijn aandacht tot stuksgewijze continue functies. Op basis hiervan wordt hij gecrediteerd met de invoering van de moderne concept voor een functie, in tegenstelling tot de oudere vagere begrip van een functie als een analytische formule. Imre Lakatos citeert Hermann Hankel als de vroegste bron voor deze toeschrijving, maar betwist de claim door te zeggen dat er "voldoende bewijs is dat hij (Dirichlet) geen idee van dit concept had [...] bijvoorbeeld, waar hij stuksgewijze continue functies bediscussieert, zegt hij dat de functie op de punten van discontinuïteit twee waarden heeft".

### Wiskundige natuurkunde
Dirichlet werkte ook op het gebied van de wiskundige natuurkunde. Hij verzorgde lezingen en publiceerde zijn onderzoek in de potentiaaltheorie (met inbegrip van het Dirichlet-probleem en het hierboven al genoemde Dirichlet-principe), de warmtetheorie en de hydrodynamica. Hij verbeterde Lagranges werk over behoudswetten door aan te tonen dat de voorwaarde voor evenwicht een minimale potentiële energie is.
Hoewel hij op dit terrein niet veel publiceerde, gaf Dirichlet ook lezingen over kansrekening en de kleinste-kwadratenmethode. Hierbij introduceerde hij een aantal originele methoden en resultaten, met name over limietstellingen en een verbetering van de methode van Laplace voor benaderingen gerelateerd aan de centrale limietstelling. de Dirichlet-verdeling en het Dirichlet-proces, gebaseerd op de Dirichlet-integraal, zijn naar hem vernoemd.

### Vernoemingen
Het werk van Dirichlet heeft geleid tot vele naar hem genoemde concepten op diverse gebieden van de wiskunde.
- In de getaltheorie stelt de stelling van Dirichlet dat voor elke twee positieve getallen a en d die relatief priem zijn, er oneindig veel priemgetallen zijn van de vorm a + nd voor n > 0.
- Eveneens in de getaltheorie is een Dirichlet-karakter een functie ? van de positieve integers naar complexe getallen met zekere kenmerken.
- Een Dirichlet-convolutie is een operatie die van twee functies van gehele naar complexe getallen een nieuwe functie maakt die in de getaltheorie belangrijke eigenschappen heeft.
- De Dirichlet-kernel is in de wiskundige analyse een verzameling functies die met name belangrijk zijn in relatie tot Fourierreeksen.
- Een Dirichlet-reeks is een functie van een speciale vorm. Een bijzondere Dirichlet-reeks is de Riemann-zèta-functie.
- De Dirichlet-functie is een voorbeeld van een functie die wel Lebesgue-integreerbaar maar niet Riemann-integreerbaar is.
- De Dirichlet-distributie is een kansverdeling die gebruikt wordt in de statistiek.
- Een Dirichlet-randvoorwaarde bepaalt voor een gewone differentiaalvergelijking of partiële differentiaalvergelijking de waarden die de oplossing moet hebben aan de rand van het domein.
- De Dirichlet-conditie is de voorwaarde waaraan een functie moet voldoen om er een Fouriertransformatie op te kunnen uitvoeren.
- Principe van Dirichlet
- D-braan waarin de letter D staat voor Dirichlet

## Eerbewijzen
Dirichlet werd als lid van verschillende academies verkozen:
- Pruisische Academie van Wetenschappen (1832)
- Russische Academie van Wetenschappen - corresponderend lid
- Göttingen Academie van Wetenschappen (1846)
- Franse Academie van Wetenschappen (1854) - buitenlands lid
- Koninklijke Zweedse Academie van Wetenschappen (1854)
- Académie royale des sciences, des lettres et des beaux-arts de Belgique (1855)
- Royal Society (1855) - buitenlands lid

Op aanbeveling van von Humboldt kreeg Dirichlet in 1855 de burgerlijke medaille van de Pour le Mérite uitgereikt. De Dirichlet-krater op de maan en de planetoïde 11665 Dirichlet zijn naar hem vernoemd.

## Werken

### Publicaties
- Sur la convergence des series trigonometriques qui servent a representer une fonction arbitraire entre des limites donnees, 1829.
- Beweis des Satzes, dass jede unbegrenzte arithmetische Progression, deren erstes Glied und Differenz ganze Zahlen ohne gemeinschaftlichen Factor sind, unendlich viele Primzahlen enthält, 1837.

### Postuum
Na zijn dood heeft zijn vriend Richard Dedekind de colleges, lezingen en andere resultaten van Dirichlet verzameld, bewerkt en uitgegeven onder de titel, Vorlesungen über Zahlentheorie (Colleges over de getaltheorie).
- Lejeune Dirichlet, J.P.G., Richard Dedekind (1863). Vorlesungen über Zahlentheorie. F. Vieweg und sohn.

### Verzamelde werken
- L. Kronecker - Lejeune Dirichlet, J.P.G. (1889). Werke. Reimer, Berlijn., deel 1
- L. Kronecker, L. Fuchs - Lejeune Dirichlet, J.P.G. (1897). Werke. Reimer, Berlijn., deel 2